# Nora Illi
Pour les articles homonymes, voir Illi.
Nora Illi, née le 3 avril 1984 à Uster, canton de Zurich, et morte le 23 mars 2020 à Bremgarten bei Bern, canton de Berne, est une prédicatrice suisse convertie à l'islam. 
Illi dirigeait le Département des affaires féminines du Conseil central islamique suisse et elle a contribué de nombreuses à de nombreuses émissions télévisées et a développé plusieurs idées intellectuelles et politiques.

## Biographie
Nora Illi est née en 1984 dans la ville d'Uster d'un père psychothérapeute allemand et d’une mère éducatrice sociale suisse. Ses parents se sont ultérieurement séparés.
Selon son souhait, elle a été baptisée au sein de l'Église catholique. Dans sa jeunesse, elle est active politiquement et est membre de groupes prônant une révolution anarchiste jusqu'à l'âge de 18 ans. À l'âge de dix-huit ans, en 2002, lors d'un voyage à Dubaï, elle vit une expérience enrichissante en étant invitée par un muezzin à prier et, après son retour en Suisse, elle se convertit à l'islam. Deux semaines auparavant, son petit ami et son futur mari, Qasim Illi, s'étaient également convertis à l'islam, tous deux membres étant des membres actifs de l'Organisation du Conseil islamique d'État en Suisse.
À l'âge de 20 ans, Illi porte le niqab et poursuit ses études dans sa ville natale jusqu'à l'obtention d'un doctorat en religion de l'Université de Zurich. Elle dirige le département des affaires féminines du Conseil d'État islamique en Suisse et, après sa conversion à l'islam, elle devient l'un des défenseurs parmi les plus acharnés de l'islam en Suisse, en Allemagne et en Europe en général, alors que des dizaines de femmes, subissant son influence, se convertissent à l'islam en Suisse, en Allemagne et en Autriche.
Nora Illi dit, dans l'une de ses interviews télévisées, « j'avais des préjugés contre les musulmans, et je croyais que les femmes étaient opprimées dans l'islam ; mais, plus tard, j'ai trouvé que l'islam fait de la femme une perle », ajoutant qu'elle est arrivée à la conclusion que beaucoup de choses sont adaptées aux cultures et non pas nécessairement un lien avec l'islam.
Elle souligne que « grâce à l'islam, j'ai commencé à ressentir ma valeur en tant que femme, et non comme une marchandise. Avant de porter le niqab, les jeunes gens m'ont traité comme une marchandise et ils n'ont été attirés que par mon corps, mais après avoir porté le niqab, ils m'ont traité comme une femme ».
Elle est apparue dans de nombreuses émissions de télévision et a développé plusieurs idées intellectuelles et politiques dans les médias suisses et allemands. Son apparition dans le talk-show de la journaliste Ann Weil, en novembre 2016, a suscité une vive controverse quant à savoir si de telles opinions devraient apparaître dans les talk-shows, notamment lorsque des citations de ces paroles ont démontré à l'évidence que Nora Illi soutenait la propagande du jihad de l'État islamique « ISIS ». À ce sujet, plusieurs accusations criminelles ont été portées contre elle. En février 2017, le procureur de Hambourg a dirigé des enquêtes préliminaires. 
Nora Illi a fait sensation ces dernières années en apparaissant à la télévision recouverte du voile intégral, tout comme lors d'événements publics au pays et à l'étranger. Elle a été soumise presque quotidiennement à de nombreux harcèlements et parfois insultes à cause de son niqab. Elle a également soutenu la polygamie,,.
Nora Illi est l'épouse de l'informaticien Qasim Illi, qui travaille également pour le Conseil central islamique suisse. Le couple a donné naissance à six enfants.
Nora Illi est morte, à l'âge de 35 ans, dans un hôpital de la capitale, Berne, après avoir souffert d'un cancer du sein.